# Unterheßbach
Unterheßbach (fränkisch: Under-heschba) ist ein Gemeindeteil der Marktes Lehrberg im Landkreis Ansbach (Mittelfranken, Bayern). Unterheßbach liegt in der Gemarkung Heßbach.

## Geografie
Das Dorf liegt an der Fränkischen Rezat und an zwei namenlosen Bächen, die dort als rechte Zuflüsse in die Rezat münden. Im Westen liegt das Kellerfeld, etwa einen Kilometer westlich das Waldgebiet Hag. Rund einen Kilometer südwestlich liegt die Fichtenleiten. Eine Gemeindeverbindungsstraße führt zur Bundesstraße 13 bei Oberheßbach (0,6 km nördlich) bzw. nach Lehrberg (1,2 km südöstlich). Durch den Ort verläuft der Fränkische Marienweg.

## Geschichte
Der Ort wurde 1345 als „Nidern Hesspach“ erstmals urkundlich erwähnt. Der Ortsname bedeutet am Bach des Hesso. Mit dem Bach ist die Rezat gemeint, an der die Siedlung angelegt wurde, der Personenname Hesso verweist vermutlich auf den Gründer der Siedlung.
Im 16-Punkte-Bericht des Oberamtes Ansbach von 1684 wurden für Unterheßbach 17 Mannschaften angegeben. Grundherren waren das Stiftsamt Ansbach (1 Anwesen), das Hochstift Eichstätt (10), das Rittergut Rügland der Herren von Crailsheim (5) und die Kaplanei und Vogtei Lehrberg (1). Das Hochgericht übte das brandenburg-ansbachische Hofkastenamt Ansbach aus. Die Dorf- und Gemeindeherrschaft hatte das Hochstift Eichstätt.
Gegen Ende des 18. Jahrhunderts bildete Unterheßbach mit Oberheßbach eine Realgemeinde. In Unterheßbach gab es 18 Anwesen. Das Hochgericht übte weiterhin das Hofkastenamt Ansbach aus. Die Dorf- und Gemeindeherrschaft hatte das eichstättische Vogtamt Lehrberg. Grundherren waren das Hochstift Eichstätt (Vogtamt Lehrberg: 1 Hof, Propsteiamt Herrieden: 1 Hof, 2 Halbhöfe, 1 Schuckhof, 7 Güter), das Stiftsamt Ansbach (1 Köblergut, 1 Söldengut) und das Rittergut Rügland (4 Güter, 1 Mühle). Neben den Anwesen gab es noch kommunale Gebäude (Hirtenhaus, Brechhaus). Von 1797 bis 1808 unterstand der Ort dem Justiz- und Kammeramt Ansbach.
Im Rahmen des Gemeindeedikts wurde Unterheßbach dem 1808 gebildeten Steuerdistrikt Gräfenbuch und der 1811 gegründeten Ruralgemeinde Gräfenbuch zugeordnet. Am 13. September 1827 wurde die Bildung der Ruralgemeinde Heßbach genehmigt, zu der Ober- und Unterheßbach gehörten. In der freiwilligen Gerichtsbarkeit unterstanden fünf Anwesen von 1820 bis 1848 dem Patrimonialgericht Rügland.
Im Zuge der Gebietsreform in Bayern wurde Heßbach am 1. Januar 1972 nach Lehrberg eingemeindet.

## Einwohnerentwicklung
| Jahr      | 001807 | 001818 | 001840 | 001861 | 001871 | 001885 | 001900 | 001925 | 001950 | 001961 | 001970 | 001987 | 002008 |
| Einwohner | 116    | 106    | 123    | 105    | 111    | 130    | 105    | 103    | 150    | 99     | 97     | 73     | 71     |
| Häuser    | 23     | 20     | 23     |        |        | 27     | 24     | 24     | 22     | 21     |        | 19     |        |
| Quelle    | [ 17 ] | [ 18 ] | [ 19 ] | [ 20 ] | [ 21 ] | [ 22 ] | [ 23 ] | [ 24 ] | [ 25 ] | [ 26 ] | [ 27 ] | [ 28 ] | [ 1 ]  |

## Religion
Der Ort ist seit der Reformation evangelisch-lutherisch geprägt und bis heute nach St. Margaretha (Lehrberg) gepfarrt. Die Einwohner römisch-katholischer Konfession waren zunächst nach St. Ludwig (Ansbach) gepfarrt, seit 1970 ist die Pfarrei Christ König (Ansbach) zuständig.